# Mere (торгова мережа)
Mere — російська мережа дисконтних магазинів, що виступає як міжнародний бренд російської мережі «Светофор». Мережа магазинів «Mere», «Маяк» та «Светофор» нараховує понад 2,200 торгових точок у Росії, Європі та Китаї.

## Історія
Перший магазин мережі під назвою «Светофор» відкрився у 2009 році в Красноярську.
Впродовж 2017–2020 років мережа зайшла на ринки Казахстану, Білорусі, Китаю, Румунії, Німеччини, Сербії, Польщі, країн Балтії, Іспанії та України. Планується відкриття магазинів мережі у Великій Британії, Болгарії, Австрії, Італії, Азербайджані та Греції.

## В Україні
У серпні 2020 року мережа відкрила перший магазин на території України у Миколаєві, який згодом був закритий. Також мережа працювала на території тимчасово окупованого РФ Криму.
У червні 2021 року було повідомлено, що мережа до кінця місяця планує відновити роботу магазину в Миколаєві та відкрити ще 40 магазинів в інших містах України. У відповідь на заяву про відновлення діяльності компанії в Україні голова РНБО України Олексій Данілов заявив, що подібні заяви є інформаційним вкидом та провокацією, а відновлення діяльності російської компанії на території України виключене.
У жовтні 2021 року РНБО запровадила санкції проти компанії, на цей час єдиний магазин мережі, що діяв на території України, працював у Білій Церкві.